# Al-Māʾida

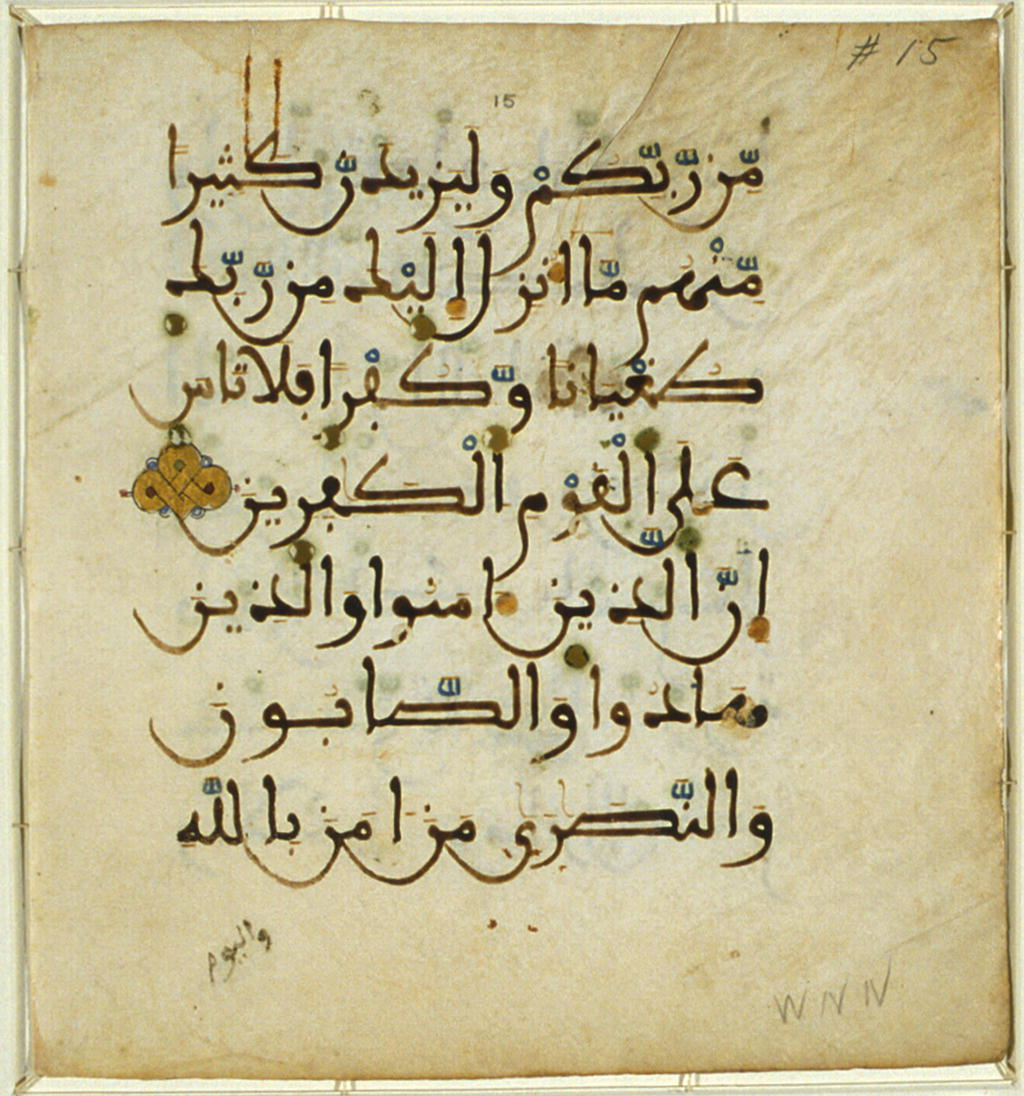
Vers 68 und 69 der 5. Sure im maghrebinischen Duktus – Koran-Exemplar aus dem 13. oder 14. Jahrhundert

Al-Māʾida (arabisch المائدة ‚Der Tisch‘) ist die 5. Koransure. Sie umfasst 120 Verse und ist damit die zwölftlängste Sure. Offenbart wurde sie in Medina. In chronologischer Reihenfolge ist sie die 114. und damit letzte Sure des Korans. Der Titel der Sure bezieht sich auf ihren 114. Vers, in dem vermutlich auf die Wundersame Brotvermehrung und das Abendmahl Jesu Bezug genommen wird.
In Sure 5:3 wird eine Beziehung zwischen dem Islam und dem arabischen Begriff Dīn hergestellt, der die Bedeutung von „Religion“ hat, allerdings auch die Konnotation von „Schuld“ besitzt: „Ich habe für euch den Islam als Religion erwählt“. Nach islamischer Tradition wurde dieser Vers bei der Abschiedswallfahrt Mohammeds in der Ebene ʿArafāt geoffenbart.
Sure 5:6 enthält die Offenbarung der Reinheitsregeln. Diese sind im Rahmen von al-Mash ʿalā l-chuffain zwischen Sunniten und Schiiten umstritten. Erstere erlauben es, während letztere diese Praktik verbieten.
Der Koran erzählt in der Sure unter anderem die Geschichte von Kain und Abel ohne Namensnennung, wobei der unschätzbare Wert des menschlichen Lebens unterstrichen wird (Sure 5:27–31).
Vers 5:32 paraphrasiert und kommentiert den Traktat Sanhedrin der Mischna. Folgend ein Auszug des Originals aus dem Talmud:

„Warum wurde ein einziger Mensch geschaffen, um Vater aller Familien der Erde zu sein? Um uns zu lehren, dass, wer einen Menschen tötet, es ist, als wenn er eine Welt zerstörte. Wer einen Menschen rettet ist es, als würde er eine Welt erretten.“

Zum Vergleich der koranische Text:

„Aus diesem Grund (d.h. aufgrund dieses Brudermords) haben wir den Kindern Israels vorgeschrieben, daß, wenn einer jemanden tötet, (und zwar) nicht (etwa zur Rache) für jemand (anderes, der von diesem getötet worden ist) oder (zur Strafe für) Unheil (das er) auf der Erde (angerichtet hat) es so sein soll, als ob er die Menschen alle getötet hätte. Und wenn einer jemanden (w. ihn) am Leben erhält (w. lebendig macht) soll es so sein, als ob er die Menschen alle am Leben erhalten (w. lebendig gemacht) hätte. Und unsere Gesandten sind doch (im Lauf der Zeit) mit den klaren Beweisen zu ihnen (d.h. den Kindern Israels) gekommen. Aber viele von ihnen gebärden sich nach (alle) dem maßlos (indem sie) auf der Erde (Unheil anrichten).“

„Der Lohn derer, die gegen Gott und seinen Gesandten Krieg führen und (überall) im Land eifrig auf Unheil bedacht sind (?) soll darin bestehen, daß sie umgebracht oder gekreuzigt werden, oder daß ihnen wechselweise (rechts und links) Hand und Fuß abgehauen wird, oder daß sie des Landes verwiesen werden. Das kommt ihnen als Schande im Diesseits zu. Und im Jenseits haben sie (überdies) eine gewaltige Strafe zu erwarten.“

Der islamische Theologe Abdullah Takim nutzte diesen Vers, um die Terroranschläge am 13. November 2015 in Paris zu verurteilen.
Anhänger des wahhabitischen und salafistischen Islams begründen ihre Doktrin Al-walāʾ wal-barāʾa ('Loyalität und Lossagung') unter anderem mit Sure 5:51. Die Schweizer Koranexegeten Kerem Adigüzel und Ayman Teryaki hingegen sehen darin die Aufforderung, nicht mit Nicht-Muslimen gemeinsame Sache gegen Muslime zu machen.

„Ihr Gläubigen! Nehmt euch nicht die Juden und die Christen zu Freunden! Sie sind untereinander Freunde (aber nicht mit euch). Wenn einer von euch sich ihnen anschließt, gehört er zu ihnen (und nicht mehr zu der Gemeinschaft der Gläubigen). Gott leitet das Volk der Frevler nicht recht.“

Die saudi-arabische Übersetzung hingegen nutzt das Wort „Beschützer“ statt "Freunde":

„O ihr, die ihr glaubt! Nehmt nicht die Juden und die Christen zu Beschützern. Sie sind einander Beschützer. Und wer sie von euch zu Beschützern nimmt, der gehört wahrlich zu ihnen. Wahrlich, Allah weist nicht dem Volk der Ungerechten den Weg.“

Den Begriff auliyāʾ, der hier mit „Beschützen“ übersetzt wird, interpretieren Kerem Adigüzel und Ayman Teryaki ebenfalls so. Ihrer Auffassung nach habe dies mehr mit Verbündeter zu tun als mit Freund (صديق, DMG ṣādiq). Das Wort Freund (ṣadīq) komme an anderer Stelle vor, beispielsweise in 24:61 und 26:101. Diese Interpretation lässt jedoch außer Acht, dass es durchaus den Begriff „Freund Gottes“ (walī Allāh) gibt, wo der den Singular von auliyāʾ verwendet wird.
Adigüzel und Teryaki zufolge sei es logischer, da Gott den Gläubigen doch nicht die Heirat mit Christen und Juden erlauben, die Freundschaft zu ihnen verbieten könne. Anders als Salafisten und Wahhabiten leiten die beiden daraus jedoch keine Lossagung von Christen und Juden ab, sondern verweisen auf andere Verse, in denen zur friedlichen Koexistenz aufgerufen wird. 5:51 sei lediglich in Bezug auf politische Gegebenheiten zu verstehen. Muslimen sei es folglich untersagt, sich mit Nicht-Muslimen gegen Muslime zu verbünden, wie dies beispielsweise im 19. Jahrhundert gegen das Osmanische Reich geschehen sei.
Vers 5:56 enthält den Begriff حزب الله, DMG ḥizb Allāh im Sinne von „Partei Gottes“. Ein Teil des Verses findet sich dementsprechend auf der Fahne der Hisbollah: فَإِنَّ حِزْبَ اللهِ هُمُ الْغَالِبُونَ: Die auf Gottes Seite stehen, werden Sieger sein.
Sure 5:90-92 bezeichnet Wein und Glücksspiele als „Greuel von Satans Werk“. Das graduell eingeführte Alkoholverbot im Islam nimmt erst hier die vollständige Form an.